# Pelosia obtrita
Pelosia obtrita är en fjärilsart som beskrevs av Otto Staudinger 1887. Pelosia obtrita ingår i släktet Pelosia och familjen björnspinnare. Inga underarter finns listade i Catalogue of Life.